# Lin Xin
Lin Xin, nome personale Zǐ Xiān (子先S) (Lǐn XīnP; ... – 1219 a.C.), è stato il venticinquesimo re della Dinastia Shang, (altre fonti lo collocano però come 26° o 27° sovrano della dinastia).
Salì al trono a Yīnxū (殷墟) nell'anno Gēngyín (庚寅) (1225 o 1226 a.C.).
Secondo gli annali di bambù regnò per quattro anni, mentre secondo lo Shiji gli anni di regno furono 6.
Dovrebbe essere morto nel 1219 a.C. (anche se recenti studi lo collocherebbero in un periodo posteriore di almeno mezzo secolo) e gli sarebbe succeduto il fratello minore Kang Ding.